# Emtinghausen
Emtinghausen – gmina w Niemczech, w kraju związkowym Dolna Saksonia, w powiecie Verden, wchodzi w skład gminy zbiorowej Thedinghausen. 